# Linyphantes laguna
Linyphantes laguna är en spindelart som beskrevs av Chamberlin och Ivie 1942. Linyphantes laguna ingår i släktet Linyphantes och familjen täckvävarspindlar. Inga underarter finns listade i Catalogue of Life.